# 大陵增九
仙女座65，又名BD+49 656，HD 14872、SAO 23319、HR 699，是仙女座的一颗恒星，视星等为4.71，位于銀經137.95，銀緯-9.83，其B1900.0坐标为赤經2h 18m 57s，赤緯+49° -9.83′ 34″。